# Magec
Magec était le dieu du soleil et de la lumière dans la mythologie berbère, pour les anciens habitants des îles Canaries, les Guanches. C'était l'une de leurs divinités principales.
Selon une légende mythologique, Magec a été enlevé par Guayota (le diable) et enfermé dans le volcan du Teide à Tenerife, jusqu'à ce que le dieu suprême Achamán (dieu le ciel) le libère et enferme à sa place Guayota dans le Teide. Sur les îles, en particulier Tenerife et La Palma, on a trouvé des dessins de spirales gravées sur les rochers, et certains archéologues pensent que ces spirales symbolisent le dieu du soleil Magec.